# Виринген
Виринген је бивша општина (gemeente) и некадашње острво у провинцији Северна Холандија, која има 8526 становника.

## Географске карактеристике
Виринген лежи на данашњем полдеру Вирингермер, на западу језера Jsselmeer. Већа насеља на том бившем острву су: Hippolytushoef (4 890), Den Oever (2180), Westerland (750), Oosterland (230), De Haukes (140), Stroe (140), Oosterklief i Westerklief (140).Од 2012. године, Виринген је у саставу општине Hollands Kroon.

## Историја
Виринген је било острво све до 1924. када је, у оквиру великог пројекта, затварања тадашњег морског залива Zuiderzee, изграђена прва брана Amsteldiepdijk до острва. Радови на затварању Zuiderzee, настављени су све до 1932. године када је потпуно завршена брана Afsluitdijk и одвојен Zuiderzee од Waddenskog мора. [2].
Polder Wieringermeer придодат је острву, мелиорационим радовима, који су извођени до 1930. године. Данас је Виринген потпуно повезан са копном, иако се и даље види структура острва, која је виша од придодатих poldera.